# Regiunea Buzău

Regiunea Buzău în cadrul împărţirii administrative a României 1950-1952

Regiunea Buzău a fost o diviziune administrativ-teritorială situată în zona de centru-sud a Republicii Populare Române, înființată în anul 1950, când au fost desființate județele (prin Legea nr.5/6 septembrie 1950). Ea a existat până în anul 1952, când teritoriul său a fost unit cu cel al regiunii Prahova pentru a forma regiunea Ploiești. 

## Istoric
Reședința regiunii a fost la Buzău, iar teritoriul său cuprindea o suprafață similară cu cea a fostelor județe Buzău și Râmnicu Sărat și asemănătoare cu cea a actualului județ Buzău. Ea a fost desființată cu ocazia primei reforme a administrației locale din România comunistă, fiind inclusă în regiunea Ploiești. Au fost păstrate doar patru raioane din cele șase, raioanele Cărpiniștea (Beceni) și Pogoanele fiind desființate și incluse în raionul Buzău.

## Vecinii regiunii Buzău
Regiunea Buzău se învecina:
- 1950-1952: la est cu regiunea Galați, la sud cu regiunea Ialomița, la vest cu regiunea Prahova, iar la nord cu regiunile Stalin și Putna.

## Raioanele regiunii Buzău
Între 1950 și 1952, regiunea Buzău cuprindea 6 raioane: Beceni, Buzău, Cislău (Pătârlagele), Mizil, Pogoanele și Râmnicu Sărat.